# 福山咖啡
福山咖啡，是中华人民共和国海南省澄迈县福山镇的土特产咖啡，中国国家地理标志保护产品。

## 特点
澄迈县福山镇是海南最早种植咖啡的地点。1933年，原籍广东台山三合的华侨陈显彰从印度尼西亚返回中国，考察海南岛后认定“平芜绵邈，泉甘土肥，四季如春，交通便利”的福山为发展热带种植业的理想场所，1935年筹资兴办澄迈福民农场，并引种印尼罗比士大品种（Robusta coffee、即中粒咖啡）成功。福山镇有火山红土，易产高品质咖啡，主要种植小粒种咖啡和中粒咖啡。1958年，福山供销社旗下的福山大酒店开业，经营咖啡烘焙。1965年，当地曾接待过访的李宗仁。1980年，徐氏后人徐秀义开始承包咖啡园，并于1983年建造海南福山咖啡实业有限公司，在当地成立种植加工贸易企业。1983年，福山大酒店改制成立咖啡馆，之后当地兴起咖啡文化。2009年11月16日，澄迈县福山咖啡联合公司成功申报国家地理标志保护产品（2009年第104号）。当地还有咖啡博物馆和文化馆、也有咖啡风情镇。2010年，海南省旅游发展委员会、澄迈县人民政府主办福山咖啡文化国际风情节，并保持每年召开。

## 图库

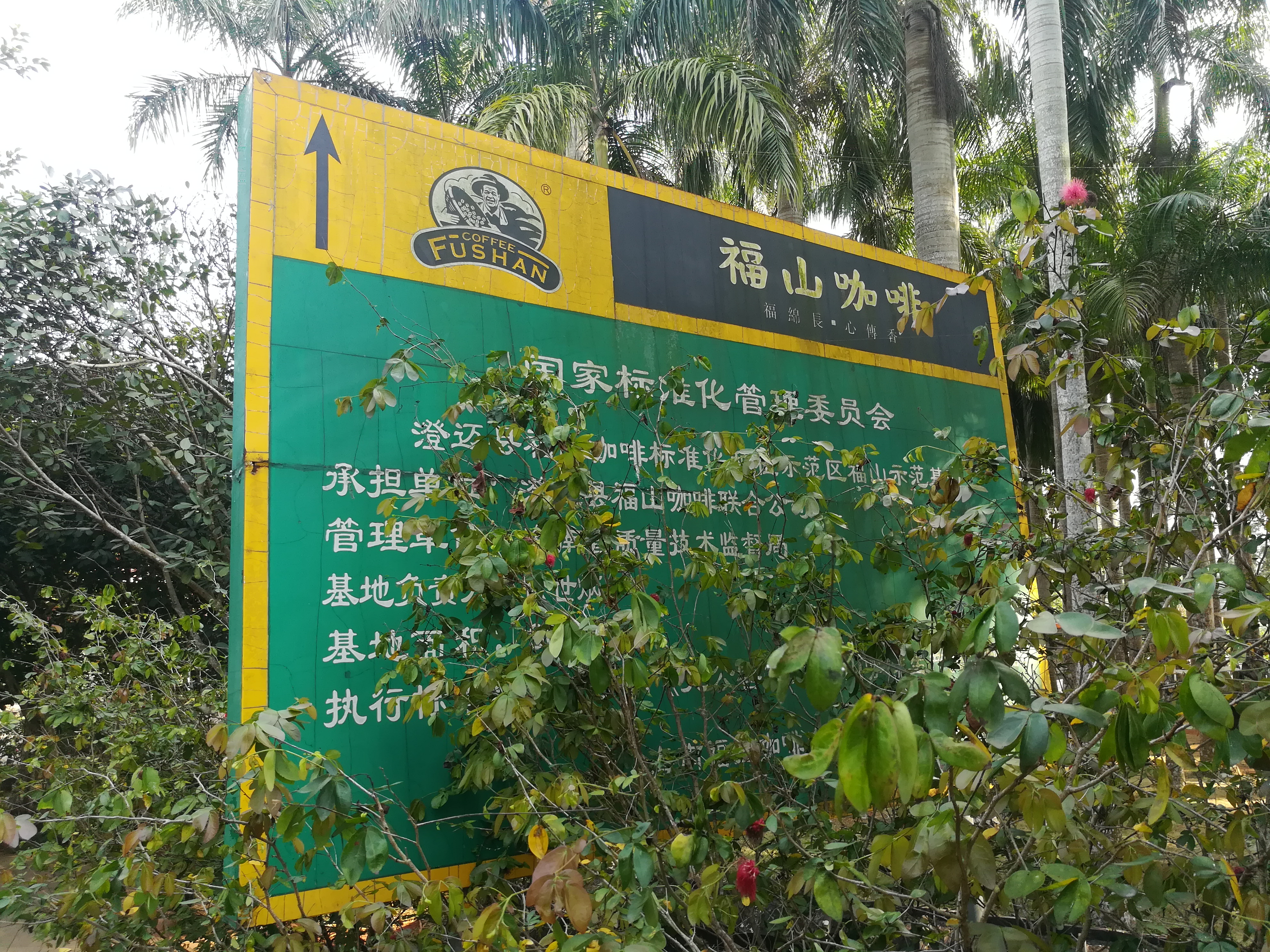
福山咖啡宣传板
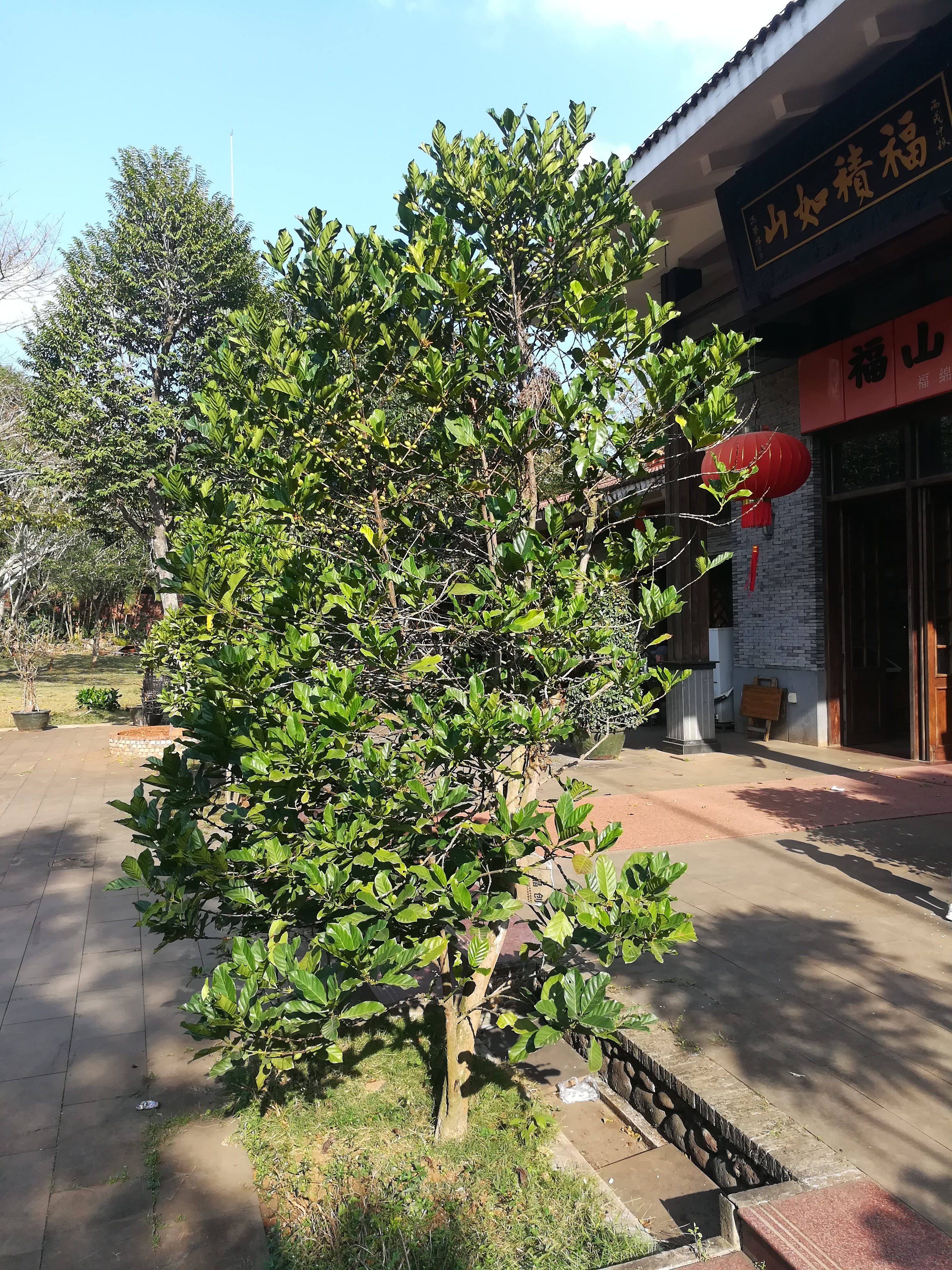
福山咖啡馆前的咖啡树
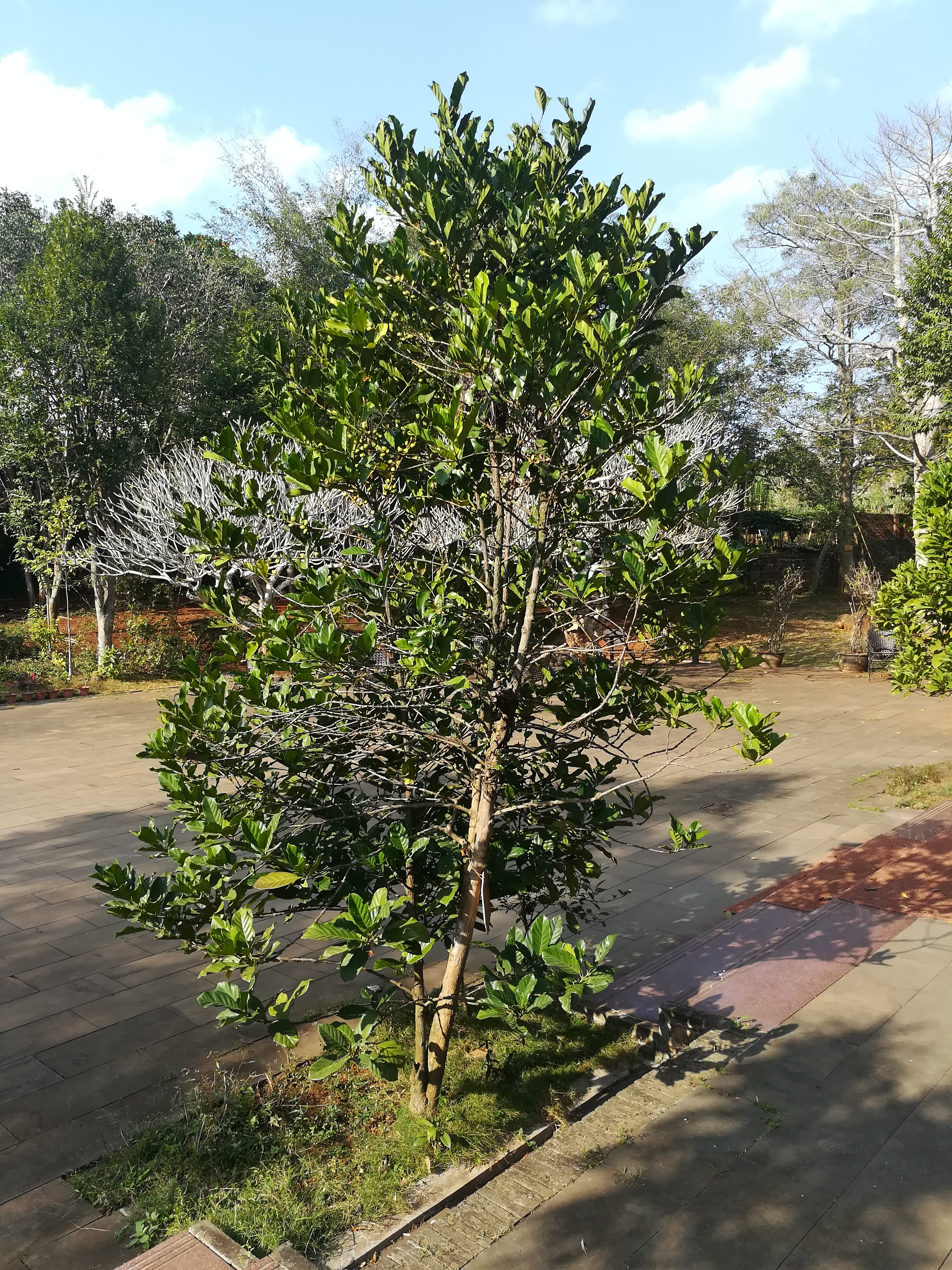
福山咖啡馆前的咖啡树
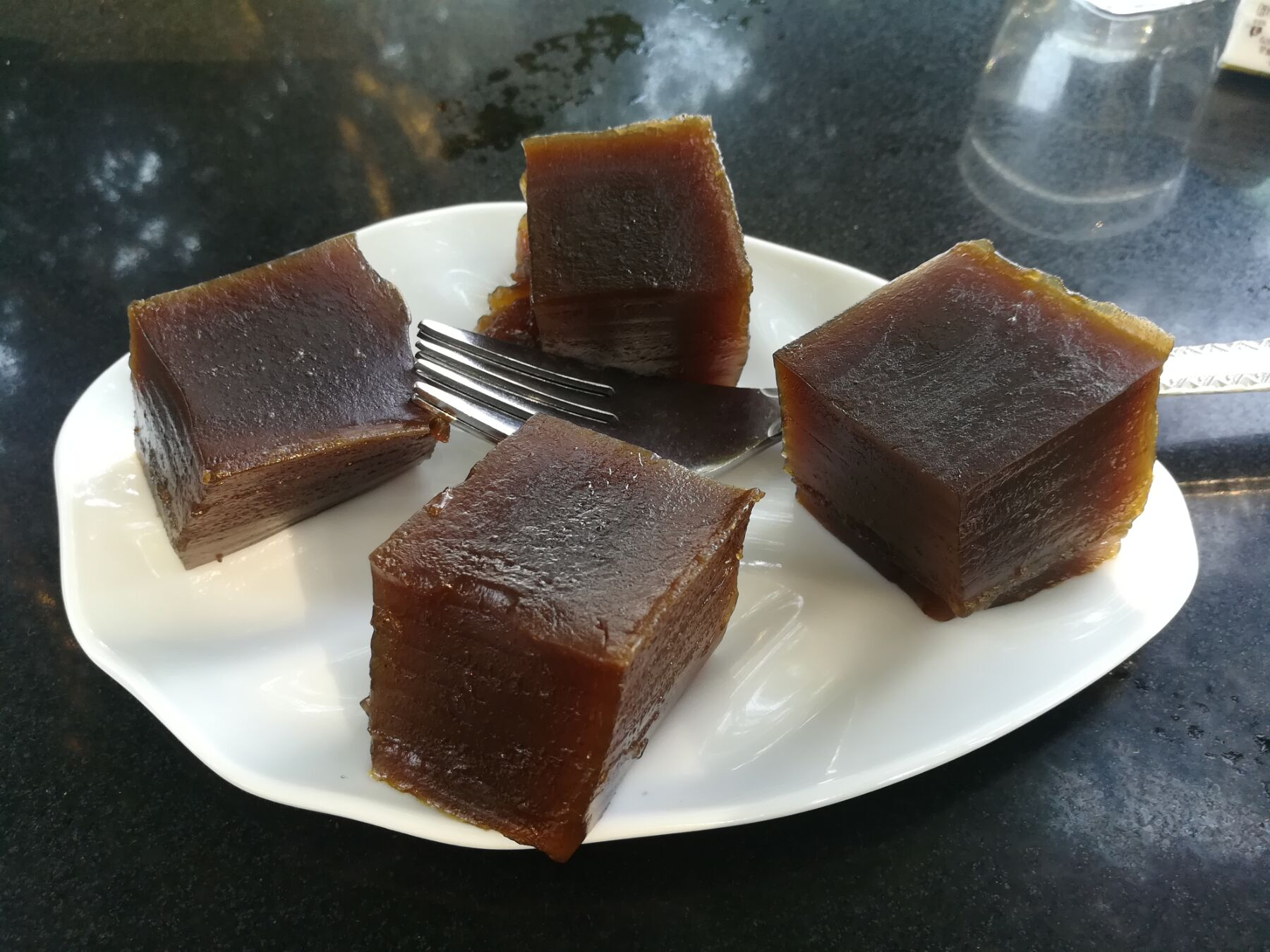
福山咖啡糕